# Habitatge al carrer Doctor Roure, 17 (Tremp)
L'Habitatge al carrer Doctor Roure, 17 és un edifici de Tremp (Pallars Jussà) protegit com a Bé Cultural d'Interès Local.

## Descripció
Es tracta d'un edifici situat al centre del nucli urbà de Tremp, fent cantonera. L'edifici consta d'una construcció de tres nivells d'alçada, planta baixa i dos pisos. Destaquen les dues façanes, per la disposició simètrica de les obertures i la claredat i senzillesa dels elements decoratius que se centren en la cantonada arrodonida i motllurada, la decoració d'oves en l'emmarcament de les finestres i la cornisa motllurada del ràfec que presenta una decoració d'escacs. Són motius decoratius d'estil neoclàssic.
El sentit de simetria ve marcat també de manera horitzontal per la disposició dels balcons, que presenten una combinació de barrots helicoidals, plans i de motius ondulants.